# Чятан
Чята́н (яп. 北谷町, ちゃたんちょう, МФА: [t͡ɕataɴ t͡ɕoː]?) — містечко в Японії, в повіті Накаґамі префектури Окінава.  Отримало статус містечка 1980 року. Площа становить 13,78 км². Станом на 1 липня 2012 року населення складало 27 729  осіб, густота населення — 2010 осіб/км².   
Протягом 1429—1871 років територія Чятана входила до складу Рюкюської держави. 1871 року остання була перетворена на японський автономний уділ Рюкю. 1879 року цей уділ анексувала Японська імперія, яка перетворила його на префектуру Окінава.

## Клімат
Місто знаходиться у зоні, котра характеризується вологим субтропічним кліматом. Найтепліший місяць — травень із середньою температурою 28.1 °C (82.6 °F). Найхолодніший місяць — лютий, із середньою температурою 27.3 °С (81.2 °F).
| Клімат Чятана           | Клімат Чятана | Клімат Чятана | Клімат Чятана | Клімат Чятана | Клімат Чятана | Клімат Чятана | Клімат Чятана | Клімат Чятана | Клімат Чятана | Клімат Чятана | Клімат Чятана | Клімат Чятана | Клімат Чятана |
| Показник                | Січ.          | Лют.          | Бер.          | Квіт.         | Трав.         | Черв.         | Лип.          | Серп.         | Вер.          | Жовт.         | Лист.         | Груд.         | Рік           |
| Абсолютний максимум, °C | 32,2          | 32,1          | 32,4          | 32,6          | 32,4          | 32            | 32,4          | 32,6          | 32,3          | 32,4          | 32,7          | 32,2          | 32,7          |
| Середній максимум, °C   | 30,9          | 30,8          | 31,3          | 31,6          | 31,7          | 31,2          | 30,8          | 30,8          | 31,1          | 31,3          | 31,7          | 31,3          | 31,2          |
| Середня температура, °C | 27,4          | 27,3          | 27,7          | 27,9          | 28,1          | 27,7          | 27,4          | 27,6          | 27,8          | 27,8          | 28,1          | 27,8          | 27,7          |
| Середній мінімум, °C    | 23,9          | 23,8          | 24            | 24,3          | 24,4          | 24,1          | 24,1          | 24,3          | 24,4          | 24,3          | 24,4          | 24,2          | 24,2          |
| Абсолютний мінімум, °C  | 23,5          | 23,1          | 23,5          | 23,8          | 23,7          | 23,4          | 23,2          | 23,6          | 23,6          | 23,8          | 23,8          | 23,6          | 23,1          |
| Норма опадів, мм        | 284           | 245           | 223           | 240           | 286           | 445           | 431           | 368           | 296           | 341           | 295           | 313           | 3769          |
| Днів з опадами          | 15            | 13            | 14            | 13            | 16            | 15            | 12            | 15            | 13            | 12            | 11            | 14            | 163           |
| ----------------------- | ------------- | ------------- | ------------- | ------------- | ------------- | ------------- | ------------- | ------------- | ------------- | ------------- | ------------- | ------------- | ------------- |
| Джерело: Weatherbase    |               |               |               |               |               |               |               |               |               |               |               |               |               |